# خفاش (فیلم ۱۹۲۶)
خفاش (انگلیسی: The Bat) فیلمی صامت در سبک معمایی و کمدی ترسناک به کارگردانی رولاند وست است که در سال ۱۹۲۶ منتشر شد. از بازیگران آن می‌توان به تولیو کارمیناتی، جوئل کارمن، لوئیز فازندا و جک پیکفورد اشاره کرد.